# Flaxton (Nouvelle-Zélande)
Pour les articles homonymes, voir Flaxton.

Flaxton est une petite communauté rurale située entre les villes de Rangiora et de Kaiapoi dans le district de Waimakariri, dans l’Île du Sud de la Nouvelle-Zélande.

## Activités
Le  'New Zealand. Local businesses' comprend le Flaxton Equestrian Centre et un Flaxton Manor,   bed and breakfast.

## Histoire
Flaxton est au milieu de ce qui était autrefois le « marais de Rangiora » . 
Des plans pour le drainage de ce marécage de (4 000 acres) furent préparés et les 2 premiers miles de la principale voie de drainage fut tracée vers 1860. 
2 années plus tard, à nouveau 2 miles et demi furent ajoutés et aussi plusieurs embranchements de voies de drainage.
Ces canaux eurent pour effet d’assécher le terrain et abaisser le niveau du sol par places jusqu’à plus de 8 pieds.

## Climat
La température moyenne en été est de 16,2 ° C, et en hiver est de 6,4 ° C.
| Mois      | Normal température |
| --------- | ------------------ |
| Janvier   | 16,7 °C            |
| Février   | 16,3 °C            |
| Mars      | 15,0 °C            |
| Avril     | 12,1 °C            |
| Mai       | 8,8 °C             |
| Juin      | 6,3 °C             |
| Juillet   | 5,8 °C             |
| Août      | 7,1 °C             |
| Septembre | 9,4 °C             |
| Octobre   | 11,4 °C            |
| Novembre  | 13,5 °C            |
| Decembre  | 15,5 °C            |